# Bernard le Bovier de Fontenelle

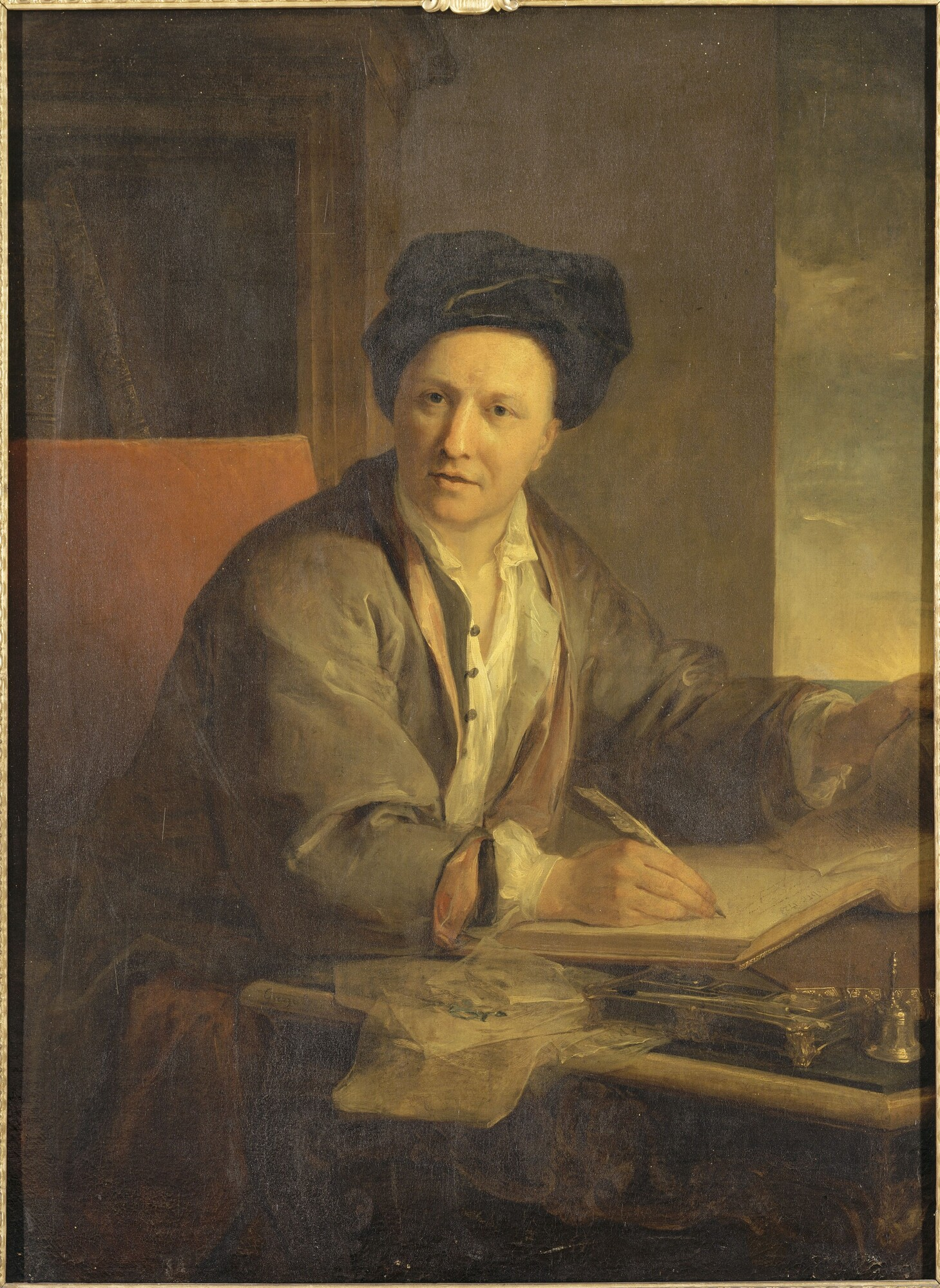
Bernard le Bovier de Fontenelle

Bernard le Bovier de Fontenelle, còn được biết đến với tên Bernard le Bouyer de Fontenelle (11 tháng 2 năm 1657 – 9 tháng 1 năm 1757) là một nhà văn, triết gia người Pháp.
Fontenelle sinh tại Rouen. Mẹ của ông là em gái của hai nhà viết kịch nổi tiếng Pierre Corneille và Thomas Corneille. Bố của ông là một luật sư. Lúc nhỏ Fontenelle học tại Rouen. Ông bắt đầu sự nghiệp với thơ ca, rồi chuyển lên Paris, làm bạn với nhà toán học Pierre Varignon và tu sĩ Charles-Irénée Castel de Saint-Pierre. Trong thập niên 1680, Fontenelle viết nhiều tác phẩm quan trọng của mình, trong đó có De l'origine des fables (1684) và Histoire des oracles (1686). Năm 1691 ông trở thành thành viên của Viện hàn lâm Pháp. Fontenelle mất tại Paris vào 9 tháng 1 năm 1757, xấp xỉ 100 tuổi.

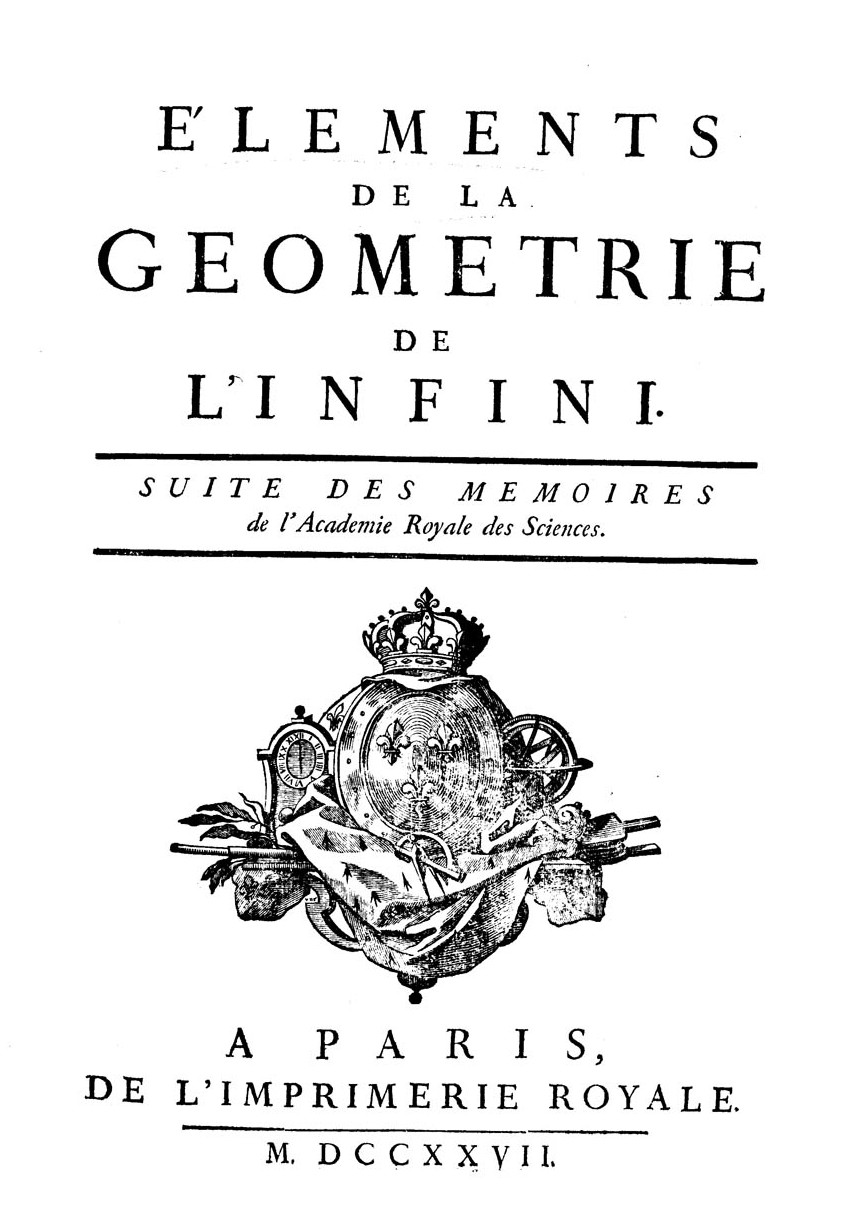
Éléments de la géométrie de l'infini, 1727